# Paratephrosia
Paratephrosia é um género botânico pertencente à família Fabaceae.